# Byappanahatti, Malur
Byappanahatti là một làng thuộc tehsil Malur, huyện Kolar, bang Karnataka, Ấn Độ.